# Серрано, Мигель
Миге́ль Хоаки́н Дие́го дель Ка́рмен Серра́но Ферна́ндес (исп. Miguel Joaquín Diego del Carmen Serrano Fernández; 10 сентября 1917, Сантьяго — 28 февраля 2009, Сантьяго) — чилийский дипломат, визионер, философ и национал-социалист, основатель эзотерического гитлеризма.

## Биография

### Ранние годы
В ранние годы примыкал к марксистам и писал статьи для левых журналов. Однако вскоре разочаровался в коммунистической идеологии и вступил в Национал-социалистическое движение Чили (Movimiento Nacional Socialista de Chile). С 1939 года начал публиковаться в нацистском журнале Trabajo («Труд»).
После вторжения Германии в Советский Союз в июне 1941 года, основал свой собственный еженедельник «Новый век» (La Nueva Edad) (1941—1945). В журнале Серрано впервые начал публиковать материалы Протоколов сионских мудрецов (с ноября 1941), а позднее переосмыслил концепцию заговора «мирового еврейства» в метафизическом ключе. Вслед за средневековыми катарами, Серрано отождествляет Яхве с Демиургом, злым началом, управляющим нашим миром.
В конце 1941 года, по словам Серрано, его пригласили вступить в чилийский эзотерический орден, имеющий, согласно утверждениям его представителей, контакты с элитой брахманов в центре Гималаев. В ордене практиковалась ритуальная магия, тантра и кундалини йога, его члены рассматривали Адольфа Гитлера как спасителя «индоевропейской» или «арийской расы», а выходы в астрал и многие другие магические практики считались достоянием всех чистокровных «арийцев». Магистром ордена был немецкий эмигрант под псевдонимом «F.K.», который якобы вступал в астральный контакт с Гитлером, и называл его посвящённым, бодхисаттвой, миссия которого заключается в преодолении Тёмного века Кали-юги.
Серрано был инициирован в орден в феврале 1942 года.
В качестве журналиста Серрано принимал участие в военной экспедиции в Антарктиду в 1947—1948 годах, с тайной миссией по поиску оазиса тёплых вод — событие, благодаря которому армия Чили назвала его именем одну из гор Антарктиды, так как он был единственным гражданским членом экспедиции. Предполагают, что экспедиция была как-то связана со слухами о тайной базе нацистов во льдах Антарктики.
Серрано впервые посетил Европу в 1951 году, где обследовал руины бункера Гитлера в Берлине и резиденции фюрера в Баварии. Будучи в Швейцарии, он тесно сошёлся с известным писателем Германом Гессе, а также Карлом Юнгом. Психоаналитический портрет Гитлера, составленный Юнгом, оказал сильное влияние на его оценку со стороны Серрано. Вместе с Юнгом они обменивались мыслями о влиянии архетипов и мифологии на современную политику. Общение с Гессе и Юнгом нашло отражение в книге Серрано El círculo hermético, de Hesse a Jung (она же «C.G. Jung and Hermann Hesse: A Record of Two Friendships»).

### Дипломатическая работа и поздние годы
Следуя семейной традиции, в 1953 году Серрано вступил в дипломатический корпус, после чего в период с 1953 по 1970 годы занимался дипломатической деятельностью в разных странах, в частности, в Индии (1953—1962), в Югославии (1962—1964), Румынии, Болгарии и Австрии (1964—1970).
Индия для Серрано представлялась источником тайной, забытой истины, и он начал изучать духовное наследие этой страны. В частности, он занимался поисками тайного ордена своего чилийского магистра в Гималаях. Своё путешествие Серрано описал в книге «Змей Рая». Согласно этой книге, несмотря на то, что центр ордена Кайлас находился на недосягаемой территории китайского Тибета, Серрано удалось сделать несколько важных открытий, а в самой Индии он свёл знакомство со многими высокопоставленными индийцами, такими, как Джавахарлал Неру, Индира Ганди, а также стал единственным иностранцем, который был принят Далай-ламой в Гималаях, где тот укрывался после побега из Тибета.
Помимо разных стран, Серрано был представителем Чили в МАГАТЭ и ЮНИДО (Агентство ООН по промышленному развитию) в Вене (1964—1970).
В начале 1970-х годов, после прихода к власти в Чили Сальвадора Альенде, Серрано был вынужден оставить дипломатический корпус, практически пребывая в изгнании, и поселился в резиденции в итальяно-швейцарской деревушке Монтаньола, в доме Камуцци (Camuzzi), где прожил десять лет, оставив дипломатическую работу ради продолжения исследовательской и писательской деятельности.

### После отставки
Во время своего затянувшегося пребывания в Европе Серрано общался с Леоном Дегрелем, Отто Скорцени, Гансом-Ульрихом Руделем, Германом Виртом и другими нацистами; встречался с Юлиусом Эволой и Эзрой Паундом. В 1973 году Серрано вернулся в Чили.
В мае 1984 году на могиле полковника СС Вальтера Рауфа Серрано публично исполнил нацистское приветствие. 5 сентября 1993 года он организовал в Сантьяго съезд в честь Рудольфа Гесса и в память о чилийских нацистах 1938 года.
Принадлежал к «Герметическому кругу», основанному Карлом Юнгом, который написал предисловие к книге Серрано «Визиты царицы Савской» («Las Visitas de la Reina de Saba»).
Серрано был инициатором сооружения в Мединасели единственного в мире памятника Эзре Паунду. Автор более десятка книг, в том числе воспоминаний о Юнге и Гессе.

## Эзотерический гитлеризм
Созданное Серрано учение представляет собой неонацистскую гностико-дуалистическую доктрину, включающую элементы восточных религий.
Согласно Серрано, полубожественные «арийцы» имеют внеземное происхождение. Он писал, что космический Демиург (Иегова, или Яхве) поочерёдно создавал разные расы. Высшими существами он считал гиперборейцев, обладавших необычайной мудростью и могуществом. Эта высшая раса вступила в расовую войну против механического мира, созданного Демиургом. В результате войны на Северном полюсе появилась вторая Гиперборея, в которую из космоса прибыли боги, возглавляемые Вотаном с целью навести на Земле порядок. В этот золотой век гиперборейцы были учителями «низших рас» — чёрной, жёлтой и красной, стремясь вывести их из полуживотного состояния. Однако некоторые гиперборейцы забыли о «чистоте крови» и начали смешиваться с «дочерьми человеческими», что стало причиной катастрофы и потери земного рая. Произошло падение Луны на Землю, после чего чистокровные гиперборейцы отправились на Южный полюс, а другие в качестве кроманьонцев стали постепенно отступать на юг, спасаясь от ледника. Континент Гиперборея погрузился в недра полой Земли, где гиперборейцам удалось восстановить священный порядок в подземных городах Асгартхе (Асгарде) и Шамбале.
Затем гиперборейцы начали борьбу с Демиургом (Яхве), «хозяином этого мира», который, как считается в рамках концепции Серрано, несёт лишь разложение. На стороне Демиурга борется созданная им «антираса» (биороботы) — евреи, плетущие заговор против гиперборейцев. Евреев Серрано отождествлял с «химерой». Орудиями этого заговора стали христианство и масонство, умышленно исказившие исконные «арийские» знания. Серрано считал христианство враждебным для «арийской расы». Он утверждал, что против христианства и масонства боролись сначала рыцари-тамплиеры, а затем эсэсовцы, целью которых было уберечь мир от деволюции. В книгах Серрано значительное место занимают неоиндуистские понятия — чакры, астрал, йога, третий глаз — вперемешку с магией рун. Гиперборейцы не имеют телесности и могут открыться лишь тем, чья кровь хранит память о древней «белой расе».
Серрано считал, что кундалини-йога необходима для очищения «мистической арийской крови» до её прежнего качества божественного света. Другие его идеи включают гностическую войну против евреев, чёрное солнце, аватар Гитлера и нацистские НЛО в Антарктиде. Серрано утверждал, что Гитлеру удалось избежать смерти в 1945 году, поскольку он на летающей тарелке перебрался в Антарктиду, где, согласно Серрано, расположены подземные нацистские базы.

## Влияние на неонацизм
Вплоть до своей смерти сам Серрано и его учение пользовались большим почётом у молодых неонацистов, придерживающихся расистской идеологии белого господства. От автора эзотерического гитлеризма неонацизм нового поколения пополнился новыми мифами и понятиями. Следуя примеру Джеймса Мадоле, который принял теософию и индуистскую кастовую иерархию, неонацистская идеология включила в себя восточные темы в мистических доктринах Савитри Деви и Мигеля Серрано, которые в настоящее время являются значимыми для расистского подполья.